# 熱帶風暴菲特 (2001年)
熱帶風暴菲特（英語：Tropical Storm Fitow，國際編號：0114，聯合颱風警報中心：18W）為2001年太平洋颱風季第十四個被命名的風暴。「菲特」一名由密克羅尼西亞提供，是一種美麗芬芳的花朵。

## 發展過程
8月28日上午8時，一熱帶低氣壓在南海上生成。該熱帶低氣壓向西移動，後轉以西北移動，並在8月29日下午5時於海南省文昌市昌灑鎮附近掠過。該熱帶低氣壓再轉向西北。8月31日上午2時，該熱帶低氣壓在北部灣增強為熱帶風暴，並命名為菲特。8月31日中午，菲特在廣西壯族自治區防城港市港口區企沙鎮附近登陸。菲特登陸後迅速減弱。下午2時，菲特減弱為熱帶低氣壓。9月1日下午5時，完全消散。但中國中央氣象台卻認為菲特沒有完全消散，後在雷州半島東部出海，並再次在9月10日早上5時登陸海南省三亞市，並在9月12日早上2時登陸越南後消散，影響海南省的時間達16天，為1949年以來影響海南省時間最長的熱帶氣旋，前後兩次在海南島登陸，在陸地上逗留時間超過72小時，也是1949年以來登陸海南島時間最長的熱帶氣旋。

## 影響

### 香港
當地最高熱帶氣旋警告信號： 一號戒備信號
一號戒備信號在八月二十八日晚上10時15分懸掛。在菲特及大陸反氣旋的共同影響下，本港離岸及高地吹強風。八月二十九日，菲特的外圍雨帶為本港帶來大雨，沙田及石崗一帶在該日錄得超過100毫米的雨量。
菲特在八月二十九日晚上最接近本港，當時位於香港西南偏南約320公里。在菲特的影響下，香港天文台於八月二十九日上午5時18分錄得998.8百帕斯卡的最低瞬時海平面氣壓。
隨著菲特逐漸遠離香港，本地風勢減弱，一號戒備信號在八月三十日上午4時45分除下。然而，菲特的外圍雨帶仍為本港間中帶來大雨，黃色暴雨警告信號在該日下午12時55分發出，有效至下午5時20分。
在香港，8月28日，消防隊目趙順安在西貢大浪灣拯救一名遇溺的15歲少年時不幸喪生。

### 風暴過後更出現大暴雨
當菲特消散過後，其殘餘在華南沿岸建立一道活躍低壓槽，九月一日晚上至九月二日清晨更出現暴雨及強烈雷暴。香港天文台於九月一日晚上10時45分一度發出黑色暴雨警告信號，直至凌晨4時30分才取消。本港廣泛地區雨量達至100毫米，其中荃灣、葵涌、沙田等地雨量更達至200亳米。在暴雨下，本港有逾19宗淹水及11宗山泥傾瀉。其中一宗山泥傾瀉發生在大圍，村內一共有11名村民需要緊急疏散。西貢一幅斜坡在暴雨中塌下，導致一間石屋嚴重損毀。地下鐵路觀塘綫一條架空電纜遭受雷電擊中引致電力一度中斷，其中一班列車由鰂魚涌站至藍田站之間的服務一度受租，其中約400名乘客須經路軌步行500米到地鐵站。
該低壓槽在華南沿岸徘徊，不穩定天氣持續數天。九月三日及九月七日更一度發出紅色暴雨警告信號。直到九月八日隨著低壓槽遠離，本港天氣才有所好轉。

### 澳門
當地最高熱帶氣旋警告信號：  三號風球
澳門地球物理暨氣象局在八月二十八日晚上10時30分懸掛一號風球，隨著菲特逐步逼近澳門，澳門地球物理暨氣象局在翌日下午1時30分改掛三號風球。菲特在八月二十八日於晚上十時至八月二十九日下午一時最接近澳門，當時位於澳門西南偏南約300公里。隨著菲特逐漸遠離澳門，澳門風勢減弱，三號風球在八月三十日上午6時除下。

## 熱帶氣旋信號使用記錄
| 香港天文台 熱帶氣旋警告信號 | 香港天文台 熱帶氣旋警告信號 | 香港天文台 熱帶氣旋警告信號 |
| --------------------------- | --------------------------- | --------------------------- |
| 上一熱帶氣旋                | 一號戒備信號                | 下一熱帶氣旋                |
| 颱風玉兔                    | 一號戒備信號                | 颱風百合                    |

| 澳門氣象局 熱帶氣旋信號 | 澳門氣象局 熱帶氣旋信號 | 澳門氣象局 熱帶氣旋信號 |
| ----------------------- | ----------------------- | ----------------------- |
| 上一熱帶氣旋            | 一號風球                | 下一熱帶氣旋            |
| 颱風玉兔                | 一號風球                | 颱風百合                |
| 颱風玉兔                | 三號風球                | 颱風百合                |

## 外部連結
- （日語）http://www.jma.go.jp/ （页面存档备份，存于） 日本氣象廳首頁
- （英文）http://www.usno.navy.mil/JTWC/ （页面存档备份，存于） 聯合颱風警報中心首頁
- （简体中文）https://web.archive.org/web/20120928121548/http://www.nmc.gov.cn/ 中央氣象台首頁
- （繁體中文）http://www.cwb.gov.tw/ （页面存档备份，存于） 中央氣象局首頁
- （繁體中文）http://www.hko.gov.hk/ （页面存档备份，存于） 香港天文台首頁
- （繁體中文）http://www.smg.gov.mo/ （页面存档备份，存于） 澳門地球物理暨氣象局首頁